# Караманья-П'ємонте
Караманья-П'ємонте (італ. Caramagna Piemonte, п'єм. Caramagna) — муніципалітет в Італії, у регіоні П'ємонт,  провінція Кунео.
Караманья-П'ємонте розташована на відстані близько 500 км на північний захід від Рима, 32 км на південь від Турина, 50 км на північ від Кунео.
Населення — 3041 особа (2014).
Щорічний фестиваль відбувається 3 лютого. Покровитель — святий Власій.

## Демографія
Населення за роками:

Станом на 1 січня 2023 року в муніципалітеті офіційно проживали 263 іноземці з 27 країн, серед них 69 громадян країн Євросоюзу.

## Сусідні муніципалітети
- Карманьйола
- Ракконіджі
- Соммарива-дель-Боско